# La Cravate (film, 2020)
Pour les articles homonymes, voir La Cravate.
Pour plus de détails, voir Fiche technique et Distribution.
La Cravate est un film documentaire français réalisé par Mathias Théry et Étienne Chaillou, sorti en 2020. À travers une forme singulière qui fait appel à la littérature, le film retrace le quotidien de Bastien Régnier, jeune militant du Front national lors de la campagne présidentielle de 2017,,.
Ce documentaire apporte une forme inédite dans sa narration, avec des textes écrits par les réalisateurs, soumis à la lecture du militant Régnier, puis apposé en voix-off sur le film.

## Synopsis
Le documentaire suit le parcours d'un jeune militant du Front national dans la Somme, de ses premiers engagements au sein du parti jusqu'à son départ et sa perte d'influence. Régnier est un militant de ce parti depuis déjà cinq ans, et accélère son engagement à l'occasion de la campagne présidentielle de 2017. On le suit notamment auprès des grandes figures du parti Florian Philippot et Marine Le Pen. Il passe alors de l'ennuyeuse administration de la permanence locale et de la distribution de tracts, à la production de vidéos pour Philippot, le numéro deux du parti. Endossant alors son costume de politicien et sa cravate, il a néanmoins des difficultés à masquer son passé mouvementé, notamment son ancienne appartenance aux skinheads. Et les choses commencent à se compliquer[évasif],. Mais La Cravate n'est pas un film militant, c'est un film pour mieux comprendre, comme l'indique Jean-Michel Frodon dans sa critique du film.

## Fiche technique
- Titre : La Cravate
- Réalisation, scénario, photographie et montage : Mathias Théry et Étienne Chaillou
- Production : Juliette Guigon, Patrick Winocour
- Société de distribution : Nour Films
- Pays de production :  France
- Langue originale : français
- Format : couleur — 2,35:1
- Genre : documentaire
- Durée : 97 minutes
- Date de sortie :
  - France : 5 février 2020

## Distribution
- Bastien Régnier : lui-même
- Éric Richermoz : lui-même
- Florian Philippot : lui-même
- Marine Le Pen : elle-même
- Franck de la Personne : lui-même
- Étienne Chaillou : narrateur

## Distinctions

### Récompenses
- Festival international du film politique de Carcassonne 2019 : Grand prix[7]
- FIPADOC 2020 :  Prix du Jury Européen[8]
- Festival Repérages 2020 : Grand Prix[9]
- Étoile de la Scam 2021 [10]

### Nomination
- César 2021 : Meilleur film documentaire[11]